# Protestantisme en Chine

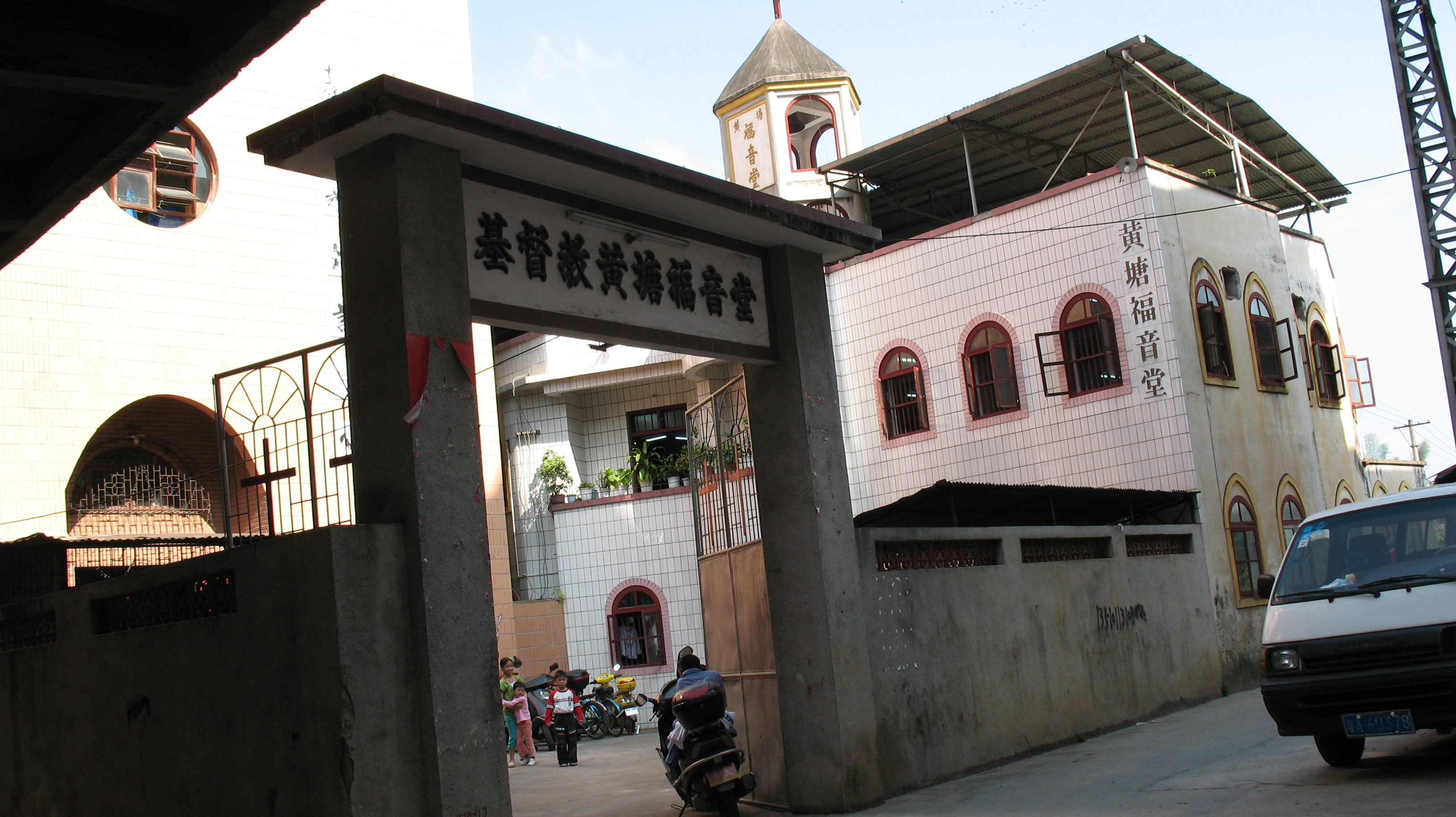
Église protestante Huang Tang, à Meizhou, province de Guangdong, en 2006.

Le protestantisme en Chine s'est installé au début du XIXe siècle, y prenant racine de manière significative pendant la dynastie Qing. Certains historiens considèrent que la grande révolte des Taiping a été influencée par le protestantisme. Depuis le milieu du XXe siècle, le nombre de chrétiens protestants est en forte progression en Chine, malgré les persécutions anti-chrétiennes orchestrées par le Parti communiste chinois. Les évaluations du nombre des protestants en Chine à la fin de la deuxième décennie du XXIe siècle varient entre 40 et 100 millions de personnes. Le Pew Research Center positionne la Chine comme le 3e pays au monde après les États-Unis et le Nigeria pour l'importance de sa population protestante.
Une grande partie de cette croissance s'est produite au travers de groupes informels appelés églises de maison, dont la prolifération a commencé dans les années 1950 lorsque de nombreux catholiques et protestants chinois ont commencé à rejeter les structures contrôlées par l'État censées les représenter. On considère à présent que ces groupes, très difficiles à dénombrer, représentent la « majorité silencieuse » des chrétiens chinois, appartenant à des traditions théologiques très diverses.

## Historique

### Premiers missionnaires
Le christianisme protestant n'est arrivé en Chine que lorsque Robert Morrison de la London Missionary Society a commencé à travailler en 1807 à Macao. Il produit et commence à diffuser la première traduction de la Bible en chinois.
L'une des sections des "lois fondamentales" de la Chine était intitulée "sorciers, sorcières et toutes les superstitions, interdits". En 1814, l'empereur Jiaqing ajoute une sixième clause dans cette section qui vise spécifiquement le christianisme. Elle est modifiée en 1821 et imprimée en 1826 par l'empereur Daoguang. Elle institue la condamnation à mort des Européens qui auraient répandu le christianisme parmi les Chinois Han et les Mandchous. Les chrétiens qui ne se repentiraient pas de leur conversion seraient envoyés dans des villes musulmanes du Xinjiang, pour être donnés comme esclaves à des dirigeants musulmans et à des beys.
Malgré l'espoir que nourrissaient certains protestants que le gouvernement chinois ferait une différence entre le protestantisme et le catholicisme, puisque la loi visait le catholicisme, l'empereur Daoguang a exigé de savoir qui étaient les "indigènes traîtres dans" Canton qui avaient fourni des livres aux missionnaires protestants qui, en 1835-1836, avaient distribué des livres chrétiens à des Chinois. Les missionnaires étrangers ont alors été exécutés par strangulation ou expulsés par les Chinois.

### Deuxième vague missionnaire
En 1860, les missions protestantes étaient encore confinées à cinq villes côtières, mais à la fin du XIXe siècle les puissances occidentales avaient forcé le gouvernement chinois à autoriser des missionnaires à l'intérieur. Au cours de la seconde moitié du siècle, un nombre croissant de missionnaires sont entrés dans le pays. Des dizaines de sociétés missionnaires avaient été créées aux États-Unis après la fin de la Guerre de Sécession et l'arrivée de missionnaires britanniques a également augmenté. Plusieurs milliers de missionnaires travaillaient dans toutes les régions de Chine. Le Grand réveil en Grande-Bretagne (1859) et l'exemple de Hudson Taylor (1832–1905) ont joué un grand rôle dans ce développement.

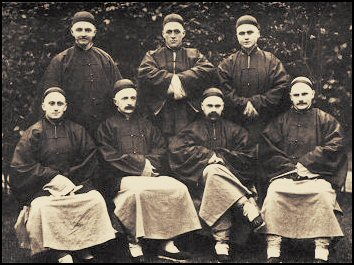
Les « Sept de Cambridge » dans leurs vêtements chinois. Les Sept de Cambridge sont un groupe de missionnaires anglais qui se joint en 1885 à la China Inland Mission d'Hudson Taylor.

En 1865, lorsque la Mission intérieure de Chine d'Hudson Taylor commence son activité, 30 groupes protestants différents travaillent en Chine. Le nombre de ces dénominations représentées n'impliquait pas un plus grand nombre de missionnaires sur le terrain. Dans les sept provinces dans lesquelles des missionnaires protestants avaient déjà travaillé, la population était de 204 millions de personnes, pour seulement 91 missionnaires, tandis que la Chine intérieure comptait onze autres provinces avec une population estimée à 197 millions d'habitants, envers laquelle rien n'avait été entrepris. Outre la London Missionary Society et l'American Board of Commissioners for Foreign Missions, il y avait des sociétés missionnaires affiliés aux églises baptistes, à la Convention baptiste du Sud, aux églises presbytériennes, épiscopaliennes, méthodistes et wesleyennes. La plupart des missionnaires venaient d'Angleterre, des États-Unis, de Suède, de France, d'Allemagne, de Suisse ou des Pays-Bas.
En plus de la publication et de la distribution de littérature chrétienne et de Bibles, le mouvement missionnaire chrétien protestant en Chine a favorisé la diffusion des connaissances en histoire et en sciences. Les missionnaires prêchaient parmi les Chinois tout en créant et en développant des écoles et en introduisant les dernières techniques médicales. Les écoles de la mission étaient considérées avec une certaine méfiance par les enseignants chinois traditionnels, mais elles différaient de la norme en offrant une éducation de base aux Chinois pauvres, garçons et filles, qui n'avaient aucun espoir d'apprendre dans une école avant l'époque de la République de Chine..
Le Chinese Recorder and Missionary Journal, fondé à Shanghai en 1869, était un important moyen de communication sur l'entreprise missionnaire, mais aussi de débat et de controverse.

### Expansion du christianisme protestant à partir de 1880
Les années 1800 ont vu l'expansion du christianisme au-delà des zones isolées des ports du traité par des milliers de nouveaux missionnaires qui sont entrés à l'intérieur de la Chine. Les missionnaires occidentaux ont rapidement répandu le christianisme à travers les villes côtières occupées par l'étranger; la rébellion de Taiping était liée dans ses origines à l'activité missionnaire. Les dénominations britanniques et américaines, telles que l' Église méthodiste britannique, ont continué à envoyer des missionnaires jusqu'à ce qu'elles en soient empêchées après la création de la République populaire de Chine. Les missionnaires protestants ont joué un rôle important en introduisant la connaissance de la Chine aux États-Unis et des États-Unis en Chine.
Les chrétiens protestants en Chine ont établi les premières cliniques et hôpitaux fourni la première formation aux infirmières, ouvert les premières écoles modernes et les premières universités, ils ont travaillé à abolir des pratiques telles que la fixation des pieds et à améliorer le traitement des femmes de chambre. Ils ont lancé des œuvres caritatives et distribué de la nourriture aux pauvres. Ils se sont également opposés au commerce de l'opium et ont soigné de nombreux toxicomanes. Certains des premiers dirigeants de la République chinoise, comme Sun Yat-sen, ont été convertis au christianisme et ont été influencés par ses enseignements.

### Les débuts du communisme chinois: le manifeste chrétien et ses suites
En octobre 1949, la conquête du pouvoir par le Parti communiste chinois sonne la fin d'une époque : les quelque 130 institutions et organisations dépendant des missions chrétiennes étrangères sont fermées, les avoirs des sociétés des missions sont saisis, et tous les missionnaires étrangers sont expulsés en moins de deux ans. En mai 1950, un groupe de dirigeants protestants chinois éminents se sont réunis à Pékin avec Zhou Enlai pour discuter des relations entre le christianisme protestant et la jeune République populaire de Chine. Le "Manifeste chrétien" a été publié en juillet 1950 et son titre original était "Direction d'effort pour le christianisme chinois dans la construction de la nouvelle Chine". Au cours des années 1950, 400 000 chrétiens protestants ont publiquement approuvé et signé ce document. Selon le Conseil œcuménique des Églises, il y avait alors environ 700 000 chrétiens protestants en Chine.
Ce document reprenait le principe des "trois autonomies" de l'église chinoise défini par les missionnaires protestants dès le XIXe siècle, notamment par John Livingstone Nevius (1829-1893) : "l'autonomie, l'autosuffisance et l'autopropagation" (en chinois : 自治、自养、自传 ; en pinyin : zìzhì, zìyǎng, zìchuán),.
En mars 1951, après l'entrée de la Chine dans la guerre de Corée, le Bureau des affaires religieuses a exigé des groupes religieux qu'ils se donnent comme priorité d'éliminer toute influence impérialiste. Convoqués à Pékin à la mi-avril par le Conseil administratif d'État, les responsables protestants ont publié une "Déclaration unie" appelant les églises et autres organisations chrétiennes à "rompre complètement, de manière permanente et complète toutes les relations avec les missions américaines et toutes les autres missions, réalisant ainsi l'autonomie, l'autosuffisance et l'autopromotion de l'église chinoise". Cette mise sous tutelle du protestantisme chinois eut l'effet inattendu de pousser bon nombre de chrétiens chinois vers des congrégations qui s'identifiaient comme "autogérées". Elle conduit en 1954 à la création du Mouvement patriotique des trois autonomies (MPTA) dans le but d'exercer un contrôle permanent sur les protestants du pays et d'en obtenir une conduite "patriotique" vis-à-vis de la République populaire de Chine. Parmi les autres dirigeants protestants figuraient Jia Yuming, Marcus Cheng et Yang Shaotang.

### Pendant la révolution culturelle
De 1966 à 1976, la révolution culturelle a provoqué l'interdiction de toute forme d'expression de la vie religieuse en Chine, y compris celle des églises officielles. Pendant ces 10 ans, les chrétiens ont subi des humiliations publiques, des passages à tabac, des arrestations et des séjours en camps de travail. Seule la mort de Mao Zedong en 1976 met fin au calvaire. Les chrétiens protestants ont survécu en pratiquant leur foi dans la clandestinité, ce qui a directement conduit au développement du mouvement des églises de maison chinoises.

### Après la révolution culturelle
En 1979, le gouvernement a rétabli le MPTA après treize ans d'interdiction, et en 1980, le Conseil chrétien de Chine (CCC) a été créé. Cependant, de nombreux chrétiens en Chine étaient sceptiques quant à l'intention du gouvernement de rétablir la TSPM, en partie parce que les personnes chargées de son administration locale étaient souvent celles qui avaient participé à des actions répressives dans le passé,,. Néanmoins, c'est une période d'ouverture relative qui dure de 1980 à 2010. Au début des années 2000, certains analystes croient même détecter une tendance à la libéralisation de la politique chinoise en matière de religion. Les nombreuses congrégations indépendantes qui n'acceptent pas d'entrer dans le cadre du MPTA et sont connues sous le nom d'églises de maison en profitent pour accélérer leur développement.
En 1985, des protestants chinois ont fondé une ONG humanitaire, la Fondation Amity sous la houlette de l'ancien évêque anglican K. H. Ting (en). Cette fondation est propriétaire de l'imprimerie Amity Printing Company, qui imprime à Nankin les Bibles distribuées en Chine.

## Situation actuelle en Chine continentale

### Église officielle et églises non enregistrées

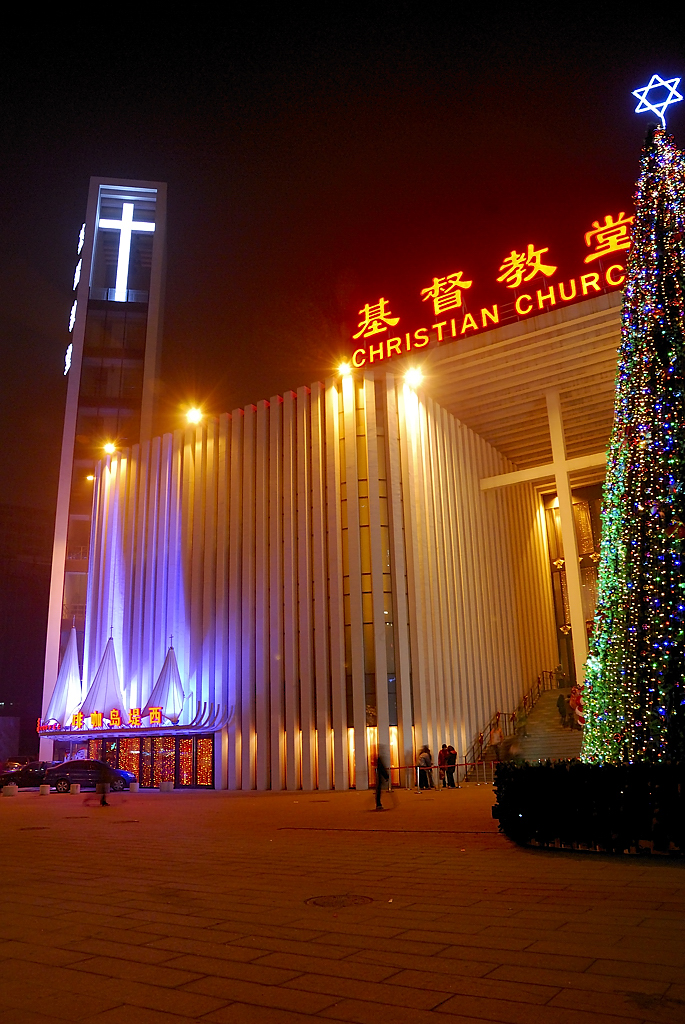
L'église Haidian de Beijing, à Noël 2007. Cette église fait partie de l'Église officielle.

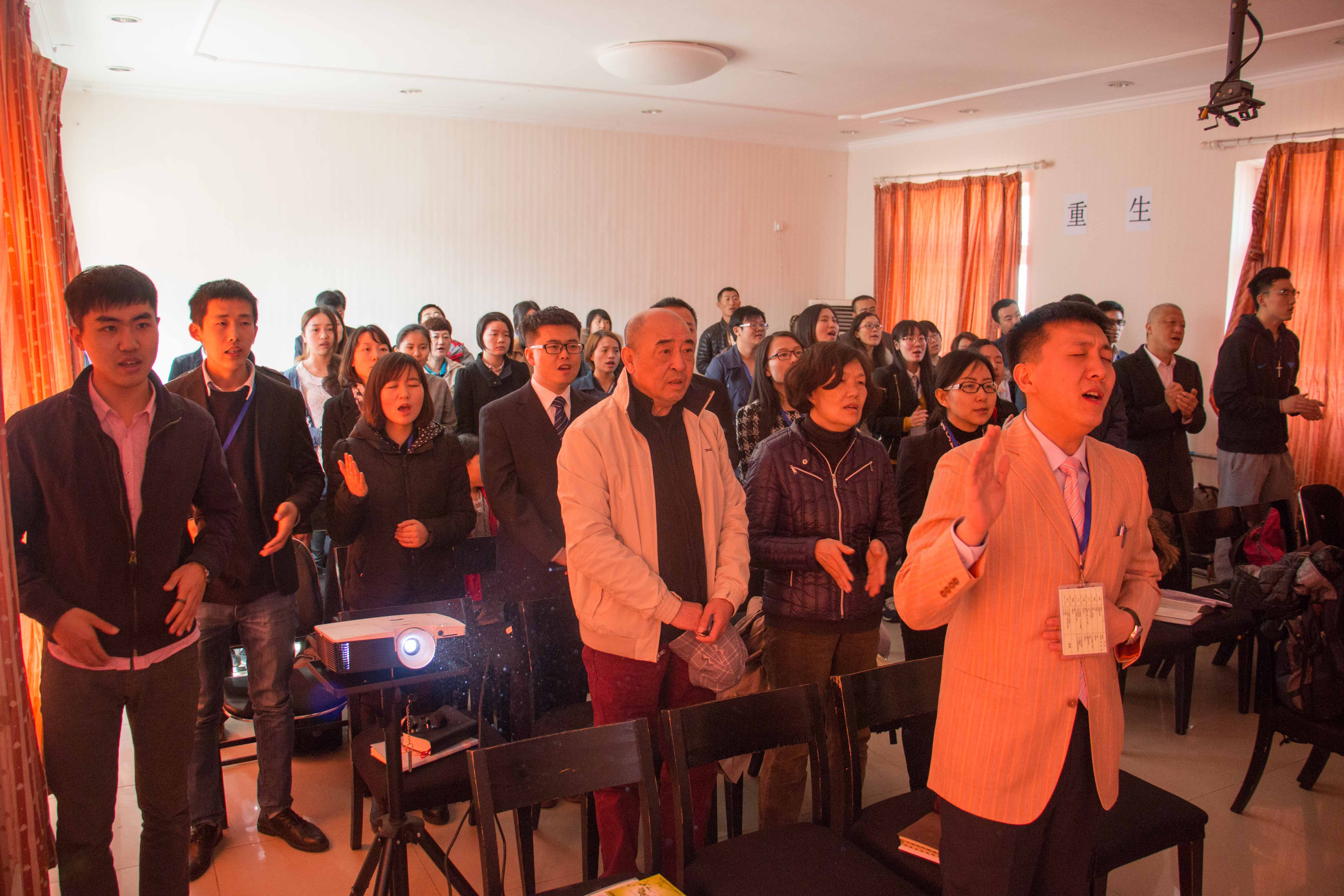
Une église de maison à Shunyi, Pékin.

Depuis le relâchement des restrictions à la religion après les années 1970, le christianisme s'est considérablement développé au sein de la République populaire de Chine. Le mouvement patriotique des trois autonomies et le Conseil chrétien de Chine qui encadrent l'Église protestante officielle (ou "protestantisme", pinyin : Jīdūjiào xīnjiào ) sont sous le contrôle du Parti communiste chinois et respectent les réglementations restrictives imposées par l'État. Les doctrines de cette église qui regroupe des paroisses issues de diverses dénominations protestantes sont en ligne avec un protestantisme œcuménique "moyen" et le Conseil chrétien de Chine a adhéré au Conseil œcuménique des Églises en 1991.
En dehors de cette église officielle, il existe de nombreuses églises dissidentes. Elles opèrent principalement sous la forme de soi-disant "églises familiales" (家庭 教會), "églises souterraines" (地下 教會) ou "cieux souterrains" (地下 天國), de petits groupes d'adoration dans les maisons familiales. Celles-ci sont généralement appelées « églises de maison » par les médias chrétiens occidentaux. Les réseaux d'églises familiales sont particulièrement présents dans les provinces du Zhejiang et du Henan. Elles ont des missionnaires dans d'autres provinces et même à l'étranger dans des États voisins, comme Taiwan.
Elles comprennent également diverses sectes plus ou moins hétérodoxes basées sur les enseignements bibliques, tels que Eastern Lightning, Mentuhui, Beili Wang, The Shouters, l'église Total Scope, la Fangcheng Fellowship, la China Gospel Fellowship et le Meeting Hall.

### Persécution
À partir de 2013, le gouvernement a lancé une vaste campagne de répression ciblant les grandes églises protestantes (et catholiques), exigeant notamment le retrait des croix visibles de l'extérieur. Sans complètement épargner l'église officielle, la persécution cible plus particulièrement les églises de maison et leurs membres, mais la tentative de faire entrer les chrétiens des églises de maison dans le cercle des églises officielles a eu des résultats mitigés.
2018 a été marquée par la démolition d'une très grande église évangélique (50 000 membres), la Golden Lampstand Church (en) à Linfen, Shanxi et par l'arrestation du pasteur Wang Yi, qui sera condamné à huis clos et sans avocat le 30 décembre 2019 à 9 ans de prison pour « incitation à la subversion » et « opérations financières illégales ».
En mars 2019, le président du Comité national du MPTA, Xu Xiaohong, a prononcé un discours sur l'utilisation du christianisme par les puissances occidentales pour déstabiliser la Chine et le Parti communiste chinois. Il a également déclaré que "les forces antichinoises occidentales tentent de continuer à influencer la stabilité sociale de notre pays par le biais du christianisme, et même de subvertir le pouvoir politique de notre pays", lors de son discours à la Conférence consultative politique du peuple chinois, et a appelé à la poursuite de l'action de l'État contre les chrétiens indépendants, déclarant : "Pour les brebis galeuses qui, sous la bannière du christianisme, participent à la subversion de la sécurité nationale, nous soutenons fermement le pays pour les traduire en justice".

## Statistiques

### Situation actuelle
Une enquête publiée en 2011 par Purdue University estimait à environ 40 millions le nombre de protestants en Chine en 2010 tandis que le Pew Research Center publiait à la même date une estimation de 58 millions de chrétiens protestants en Chine. La CIA arrive quant à elle à un chiffre de 5,1% de la population chinoise, très voisin de l'estimation du Pew Research Center qui était de 5%. La population chinoise actuelle (2020) étant de 1 394 millions de personnes, ces deux sources pointent donc vers 71 millions de chrétiens en Chine en 2020, dont 60 à 62 millions de protestants et 9 à 10 millions de catholiques.

### Croissance des églises protestantes
Des extrapolations fondées sur le taux de croissance des églises protestantes chinoises, qui a été de 7% entre 1949 et 2010 ont conduit certains universitaires à affirmer que les effectifs du protestantisme chinois pourraient avoir atteint 80 voire 100 millions de personnes en 2018,. Cette croissance peut expliquer la recrudescence des persécutions du régime chinois contre les églises protestantes de Chine.

### Difficultés de comptage
Les chiffres officiels communiqués par le gouvernement chinois ne comptabilisent que les membres adultes baptisés des églises officielles ; ils excluent donc les personnes non baptisées fréquentant des groupes chrétiens, les enfants non adultes de croyants chrétiens ou d'autres personnes de moins de 18 ans et ils ne tiennent généralement pas compte des groupes chrétiens dits "églises de maison". Toutefois, il y a souvent un chevauchement important entre les membres des organismes chrétiens enregistrés et non enregistrés, car un grand nombre de personnes fréquentent à la fois des églises enregistrées et non enregistrées, ce qui peut conduire à une surévaluation des chiffres recueillis auprès des églises.
Le Pew Research Center a comparé en 2010 différentes sources : l'Académie des Sciences sociales chinoise publie dans son Blue Book on Religion un chiffre de 29 millions de chrétiens, soit 2,1% de la population, tandis qu'à l'autre extrême, la World Christian Database arrive à un total de 108 millions, soit 8%. La CIA retient le pourcentage de 5,1% de chrétients en Chine, 71 millions de personnes en 2020, en cohérence avec l'étude du Pew Research Center de 2010 qui est estimait que la population chrétienne représentait 5% de la population chinoise.

## Particularités

### Noms pour Dieu
Shangdi (littéralement « empereur suprême ») est le terme le plus utilisé par les protestants pour traduire « Dieu ». L'Église catholique a historiquement favorisé Tianzhu (littéralement « Seigneur du ciel »), d'où le nom chinois du catholicisme : Tianzhujiao.

### La Bible en Chine

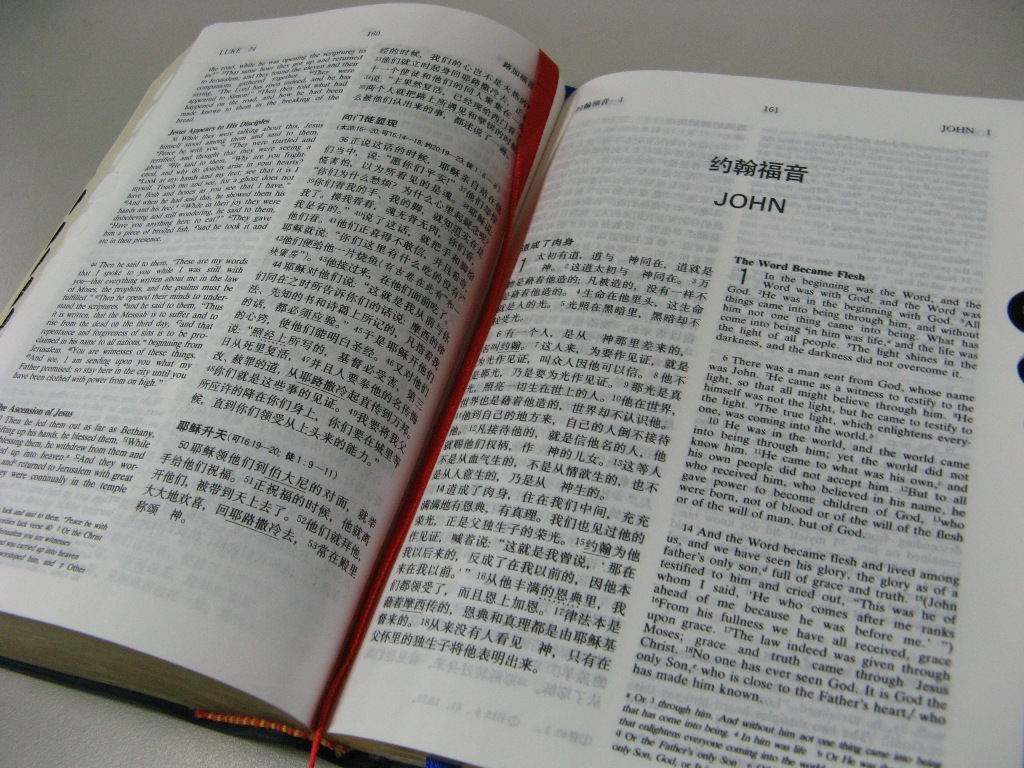
Bible bilingue anglo-chinoise dans sa version dite version de l'Union chinoise (Chinese Union Version).

À partir du début du XIXe siècle, de nombreuses traductions de la Bible en chinois ont été faites par des protestants, des catholiques et des chrétiens orthodoxes. Une première traduction a été faite par le missionnaire et linguiste britannique Robert Morrison. Plus de 300 millions d'exemplaires de la Bible en chinois ont été publiés et diffusés depuis 1823 avec la participation active des missionnaires protestants de 1807 à 1953.
La version la plus répandue en Chine est celle dite version de l'Union chinoise (chinois : 和合本 ; pinyin : héhéběn ; littéralement : « version harmonisée/unie »). Cette traduction, publiée pour la première fois en 1919 après 30 ans de travaux par un groupe d'experts provenant de différentes confessions protestantes, existait en chinois classique et en mandarin vernaculaire. Ce fut le deuxième ouvrage à être publié en mandarin vernaculaire, après la Bible du Comité de Pékin. Toutefois, en raison de sa ponctuation archaïque et de l'emploi de caractères aujourd'hui très rares ou disparus, une version moderne avec les caractères écrits horizontalement et une ponctuation modifiée est aujourd'hui utilisée : la Chinese Union Version with New Punctuation (CUVNP ou CUNP ; (zh)) qui a été publiée en 1988. Cette édition est imprimée par la Amity Printing Company et publiée par le Conseil chrétien de Chine (l'église officielle). Une édition bilingue chinois-anglais, la version de l'Union chinoise combinée avec la Nouvelle version standard révisée (en), est également publiée par le Conseil chrétien de Chine.
En 2019, le gouvernement chinois semble avoir manifesté l'intention de faire modifier le texte des éditions chinoises de la Bible, pour y intégrer les valeurs du socialisme et en retirer certains éléments qui ne correspondraient pas à l'évolution des idées modernes.

### Les cultes protestants en Chine
Dans leurs cultes, les protestants chinois utilisent en général la Bible dite version de l'Union chinoise, le nouveau recueil d'hymnes chinois, le Notre Père tel qu'il se trouve dans la version de l'Union chinoise et le credo des apôtres sont généralement utilisés par la plupart des fidèles protestants de la Chine actuelle.
Le recueil de cantiques Canaan Hymns est l'une des publications chrétiennes clandestines les plus populaires en Chine, au point d'être parfois uitlisée dans les églises officielles,.